# 优雅绿绒蒿
优雅绿绒蒿（学名：Meconopsis concinna）为罂粟科绿绒蒿属下的一个种。

## 扩展阅读
- 維基物種上的相關：优雅绿绒蒿